# Metaxytherium albifontanum
Espèce
Metaxytherium albifontanum est une espèce éteinte de mammifères marins de la famille des Dugongidae (ordre des siréniens).

## Systématique
L'espèce Metaxytherium albifontanum a été décrite en 2014 par les paléontologues Jorge Velez-Juarbe (d) et Daryl Paul Domning,.

## Description
Il s'agit d'une espèce du genre Metaxytherium datant de la fin de l'Oligocène de Floride et de Caroline du Sud. Cette espèce éteinte se retrouve par des matériaux crâniens et postcrâniens fossiles, y compris des parties du squelette axial et appendiculaire.

## Publication originale
- (en) Jorge Velez-Juarbe et Daryl P. Domning, « Fossil Sirenia of the West Atlantic and Caribbean region. Ix. Metaxytherium albifontanum, sp. nov », Journal of Vertebrate Paleontology, SVP et Taylor & Francis, vol. 34, no 2,‎ mars 2014, p. 444-464 (ISSN 0272-4634 et 1937-2809, OCLC 238100068, DOI 10.1080/02724634.2013.799072, JSTOR 24523238).